# Olympische Sommerspiele 2012/Moderner Fünfkampf – Frauen
Der Moderne Fünfkampf der Frauen bei den Olympischen Spielen 2012 wurde am 12. August 2012 ausgetragen. Insgesamt nahmen 36 Athletinnen aus 25 Nationen teil.

## Zeitplan
| Zeit      | Sportart                               | Wettkampfstätte        |
| --------- | -------------------------------------- | ---------------------- |
| 08:00 Uhr | Degenfechten                           | Copper Box             |
| 12:35 Uhr | 200 m Freistilschwimmen                | London Aquatics Centre |
| 14:35 Uhr | Springreiten                           | Greenwich Park         |
| 18:00 Uhr | Combined (3000 m Crosslauf / Schießen) | Greenwich Park         |

## Rekorde
Folgender neuer Rekord wurde während des Wettkampfes aufgestellt:
| Olympischer Rekord | Gesamt | Laura Asadauskaitė-Zadneprovskienė ( Litauen) | 5408 Punkte |

## Ergebnisse
| Rang | Athletin                           | Land               | Fechten | Fechten | Schwimmen   | Schwimmen | Springreiten | Springreiten | Combined (Crosslauf / Schießen) | Combined (Crosslauf / Schießen) | Gesamt |
| Rang | Athletin                           | Land               | Bilanz  | Punkte  | Zeit        | Punkte    | Strafpunkte  | Punkte       | Zeit                            | Punkte                          | Punkte |
| ---- | ---------------------------------- | ------------------ | ------- | ------- | ----------- | --------- | ------------ | ------------ | ------------------------------- | ------------------------------- | ------ |
| 1    | Laura Asadauskaitė-Zadneprovskienė | Litauen            | 23      | 952     | 2:18,67 min | 1136      | 20           | 1180         | 11:55,64 min                    | 2140                            | 5408   |
| 2    | Samantha Murray                    | Großbritannien     | 18      | 832     | 2:08,20 min | 1264      | 60           | 1140         | 12:00,59 min                    | 2120                            | 5356   |
| 3    | Yane Marques                       | Brasilien          | 21      | 904     | 2:12,39 min | 1212      | 48           | 1152         | 12:12,08 min                    | 2072                            | 5340   |
| 4    | Margaux Isaksen                    | Vereinigte Staaten | 22      | 928     | 2:18,53 min | 1140      | 80           | 1120         | 11:54,51 min                    | 2144                            | 5332   |
| 5    | Chen Qian                          | China              | 21      | 904     | 2:17,77 min | 1148      | 80           | 1120         | 11:52,20 min                    | 2152                            | 5324   |
| 6    | Nastassja Prakapenka               | Belarus            | 15      | 760     | 2:28,50 min | 1020      | 60           | 1140         | 11:06,00 min                    | 2336                            | 5256   |
| 7    | Chloe Esposito                     | Australien         | 14      | 736     | 2:12,28 min | 1216      | 44           | 1156         | 11:55,40 min                    | 2140                            | 5248   |
| 8    | Jeļena Rubļevska                   | Lettland           | 25      | 1000    | 2:26,93 min | 1040      | 64           | 1136         | 12:17,22 min                    | 2052                            | 5228   |
| 9    | Natalya Coyle                      | Irland             | 19      | 856     | 2:19,17 min | 1132      | 40           | 1160         | 12:12,45 min                    | 2072                            | 5220   |
| 10   | Iryna Chochlowa                    | Ukraine            | 18      | 832     | 2:16,22 min | 1168      | 0            | 1200         | 12:32,44 min                    | 1992                            | 5192   |
| 11   | Melanie McCann                     | Kanada             | 19      | 856     | 2:21,56 min | 1104      | 20           | 1180         | 12:20,23 min                    | 2040                            | 5180   |
| 12   | Gintarė Venčkauskaitė              | Litauen            | 10      | 640     | 2:16,88 min | 1160      | 40           | 1160         | 11:36,63 min                    | 2216                            | 5176   |
| 13   | Sylwia Gawlikowska                 | Polen              | 17      | 808     | 2:17,35 min | 1152      | 52           | 1148         | 12:15,27 min                    | 2060                            | 5168   |
| 14   | Miao Yihua                         | China              | 20      | 880     | 2:19,31 min | 1132      | 64           | 1136         | 12:26,31 min                    | 2016                            | 5164   |
| 15   | Lena Schöneborn                    | Deutschland        | 19      | 856     | 2:19,76 min | 1124      | 148          | 1052         | 11:58,18 min                    | 2128                            | 5160   |
| 16   | Aya Medany                         | Ägypten            | 20      | 880     | 2:18,70 min | 1136      | 76           | 1124         | 12:31,92 min                    | 1996                            | 5136   |
| 17   | Jekaterina Churaskina              | Russland           | 18      | 832     | 2:29,07 min | 1012      | 40           | 1160         | 11:59,04 min                    | 2124                            | 5128   |
| 18   | Amélie Cazé                        | Frankreich         | 19      | 856     | 2:11,33 min | 1224      | 20           | 1180         | 13:08,71 min                    | 1848                            | 5108   |
| 19   | Katarzyna Wójcik                   | Polen              | 16      | 784     | 2:20,94 min | 1112      | 60           | 1140         | 12:17,69 min                    | 2052                            | 5088   |
| 20   | Adrienn Tóth                       | Ungarn             | 24      | 976     | 2:17,32 min | 1156      | 100          | 1100         | 13:06,33 min                    | 1852                            | 5084   |
| 21   | Mhairi Spence                      | Großbritannien     | 19      | 856     | 2:16,51 min | 1164      | 104          | 1096         | 12:46,23 min                    | 1936                            | 5052   |
| 22   | Natalie Dianová                    | Tschechien         | 17      | 808     | 2:13,78 min | 1196      | 144          | 1056         | 13:33,61 min                    | 1988                            | 5048   |
| 23   | Wiktorija Tereschtschuk            | Ukraine            | 14      | 736     | 2:16,07 min | 1168      | 132          | 1068         | 12:24,64 min                    | 2024                            | 4996   |
| 24   | Yang Soo-jin                       | Südkorea           | 14      | 736     | 2:17,93 min | 1148      | 80           | 1120         | 12:40,71 min                    | 1960                            | 4964   |
| 25   | Claudia Cesarini                   | Italien            | 15      | 760     | 2:22,77 min | 1088      | 156          | 1044         | 12:25,66 min                    | 2020                            | 4912   |
| 26   | Annika Zillekens                   | Deutschland        | 12      | 688     | 2:20,01 min | 1120      | 60           | 1140         | 12:46,04 min                    | 1936                            | 4884   |
| 27   | Sabrina Crognale                   | Italien            | 20      | 880     | 2:24,24 min | 1072      | 72           | 1128         | 13:27,22 min                    | 1772                            | 4852   |
| 28   | Suzanne Stettinius                 | Vereinigte Staaten | 11      | 664     | 2:22,29 min | 1096      | 80           | 1120         | 12:42,84 min                    | 1952                            | 4832   |
| 29   | Donna Vakalis                      | Kanada             | 17      | 808     | 2:22,19 min | 1096      | 356          | 844          | 12:10,03 min                    | 2080                            | 4828   |
| 30   | Shino Yamanaka                     | Japan              | 7       | 568     | 2:30,36 min | 996       | 64           | 1136         | 11:58,56 min                    | 2128                            | 4828   |
| 31   | Élodie Clouvel                     | Frankreich         | 15      | 760     | 2:09,87 min | 1244      | 140          | 1060         | 13:44,50 min                    | 1704                            | 4768   |
| 32   | Hanna Wassiljonak                  | Belarus            | 16      | 784     | 2:32,87 min | 968       | 184          | 1016         | 12:49,61 min                    | 1924                            | 4692   |
| 33   | Sarolta Kovács                     | Ungarn             | 11      | 664     | 2:08,11 min | 1264      | DNF          | 520          | 12:43,69 min                    | 1948                            | 4396   |
| 34   | Narumi Kurosu                      | Japan              | 8       | 592     | 2:22,39 min | 1092      | 496          | 704          | 13:52,94 min                    | 1672                            | 4060   |
| 35   | Jewdokija Gretschischnikowa        | Russland           | 22      | 928     | 2:26,75 min | 1040      | DNF          | 0            | 12:59,87 min                    | 1884                            | 3852   |
| 36   | Tamara Vega                        | Mexiko             | 16      | 784     | 2:18,72 min | 1136      | DNF          | 460          | DNS                             | 0                               | 2380   |